# Mersad Marghzari
Mersad Marghzari (pers. مرصاد مرغزاری;ur. 1994) – irański zapaśnik walczący w stylu wolnym. Drugi w Pucharze Świata w 2019 roku. 